# Trăm hoa đua nở, trăm nhà đua tiếng
Trăm hoa đua nở hay Bách hoa vận động hay Phong trào trăm hoa (tiếng Trung: 百花运动; bính âm: bǎihuā yùndòng, Hán Việt: Bách hoa vận động) là một giai đoạn chuyển tiếp ngắn ở Cộng hòa Nhân dân Trung Hoa từ năm 1956 đến năm 1957, trong thời kỳ này, các quan chức lãnh đạo của Đảng Cộng sản Trung Quốc khuyến khích nhiều quan điểm và giải pháp đề xuất khác nhau để giải quyết các vấn đề hiện hữu lúc đó, họ đã đề ra khẩu hiệu "Trăm hoa đua nở, trăm nhà đua tiếng". Một số học giả cho rằng chiến dịch này là một cái bẫy chính trị để Mao Trạch Đông có thể phát hiện và loại bỏ những nhân vật bất đồng quan điểm chính kiến với mình ra khỏi đảng.